# Kanton La Rochelle-1
Kanton La Rochelle-1 (fr. Canton de La Rochelle-1) je francouzský kanton v departementu Charente-Maritime v regionu Poitou-Charentes. Kanton tvoří část města La Rochelle.